# Ralph Firman
Ralph David Firman Jr. (* 20. května 1975 Norfolk, Velká Británie) byl jezdcem stáje Jordan ve Formuli 1. Nyní bydlí v Londýně.
I když je narozen ve Velké Británii, tak reprezentuje Irsko.

## Kariéra před F1
Začínal na motokárách, nejdříve se stal juniorským a pak seniorským britským mistrem v tomto oboru. Poté, v roce 1993 usedl za volant formule Vauxhall Junior, tento šampionát hned vyhrál a zároveň vyhrál testovací jízdu ve formuli McLaren. Další rok jezdil už v seniorské kategorii formule Vauxhall, kde jezdil za Paul Stewart Racing. Vybojoval čtvrté místo v šampionátu a postoupil do britské F3. Přesvědčil všechny o svém talentu, ale nejen to. Také se mu povedlo v této soutěži porazit Cristiana da Mattu a Juana Pabla Montoyu. V roce 1996 se mu povedlo také vyhrát GP Macaa proti Pedru de la Rosovi, Jarnu Trullimu nebo Nicku Heidfeldovi. Nemohl ovšem dál závodit v Evropě a tak šel závodit do Japonska. V roce 2002 vyhrál s týmem PIAA Nakajima titul ve formuli Nippon. Z Japonska ho vytáhl tým Formule 1 Jordan.

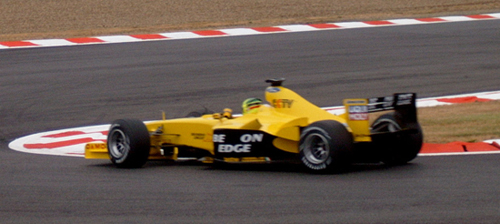

## Formule 1
K jeho prvnímu startu ve vysněné soutěži mu hodně pomohla shoda náhod. Jordan potřeboval udržet hlavního sponzora, značku cigaret Benson&Hedges a ten měl podmínku, mít v týmu alespoň jednoho britského jezdce. Až na několik závodů, ve kterých se Fisichellovi, novému parťákovi dařilo, Firman moc za ním nezaostával. V GP Španělska dokonce získal svůj první, ale i poslední bod. Na kvalifikaci na VC Maďarska havaroval v rychlosti 220 km/h a musel ho nahradit maďarský jezdec Zsolt Baumgartner. Dále se objevil už jen v několika závodech a žádný bod si v nich nepřipsal.

## Kompletní výsledky ve Formuli 1
| Legenda k tabulce | Legenda k tabulce                                                                       |
| Barva             | Výsledek                                                                                |
| ----------------- | --------------------------------------------------------------------------------------- |
| Zlatá             | Vítěz                                                                                   |
| Stříbrná          | 2. místo                                                                                |
| Bronzová          | 3. místo                                                                                |
| Zelená            | Bodované umístění                                                                       |
| Modrá             | Nebodované umístění                                                                     |
| Modrá             | Dokončil neklasifikován (NC)                                                            |
| Fialová           | Odstoupil (Ret)                                                                         |
| Červená           | Nekvalifikoval se (DNQ)                                                                 |
| Červená           | Nepředkvalifikoval se (DNPQ)                                                            |
| Černá             | Diskvalifikován (DSQ)                                                                   |
| Bílá              | Nestartoval (DNS)                                                                       |
| Bílá              | Závod zrušen (C)                                                                        |
| Světle modrá      | Pouze trénoval (PO)                                                                     |
| Světle modrá      | Páteční testovací jezdec (TD)                                                           |
| Bez barvy         | Netrénoval (DNP)                                                                        |
| Bez barvy         | Vyřazen (EX)                                                                            |
| Bez barvy         | Nepřijel (DNA)                                                                          |
| Bez barvy         | Odvolal účast (WD)                                                                      |
| Bez barvy         | Nezúčastnil se (prázdné)                                                                |
| Označení          | Význam                                                                                  |
| Tučnost           | Pole position                                                                           |
| Kurzíva           | Nejrychlejší kolo                                                                       |
| †                 | Jezdec nedojel do cíle, ale byl klasifikován, protože odjel více než 90 % délky závodu. |
| ‡                 | Byl udělován poloviční počet bodů, protože bylo odjeto méně než 75 % délky závodu.      |
| Horní index       | Umístění bodujících jezdců ve sprintu                                                   |

| Rok  | Tým         | Šasi        | Motor    | 1       | 2      | 3       | 4       | 5     | 6      | 7      | 8       | 9      | 10     | 11     | 12      | 13      | 14  | 15      | 16     | Body | Umístění  |
| ---- | ----------- | ----------- | -------- | ------- | ------ | ------- | ------- | ----- | ------ | ------ | ------- | ------ | ------ | ------ | ------- | ------- | --- | ------- | ------ | ---- | --------- |
| 2003 | Jordan Ford | Jordan EJ13 | Ford V10 | AUS Ret | MAL 10 | BRA Ret | SMR Ret | ESP 8 | AUT 11 | MON 12 | CAN Ret | EUR 11 | FRA 15 | GBR 13 | GER Ret | HUN DNS | ITA | USA Ret | JPN 14 | 1    | 20. místo |